# Aulus
Aulus (llatí: Aulus [ˈau̯lʊs]) és un praenomen romà que fou comú al llarg de tota la història de Roma, dels primers moments de la República fins a la caiguda de l'Imperi d'Occident el segle v, i fou força utilitzat tant per patricis com per plebeus. La forma femenina és Aula, i a més tenia variants formals, degudes a canvis fonològics i analogies lèxiques i que no transcendeixen a la llengua literària, com ara Olus o Ollus (i Olla al femení). D'aquest praenomen deriva el nom de la Gens Àulia, i tal vegada també el de la gens Avília i el cognomen Avit.
Al llarg de la història, Aulus fou un dels deu praenomina més comuns entre els romans, just per darrere de Titus, el sisè per ordre de freqüència i si fa no fa empatat amb Gneu, Espuri i Sext. L'abreviatura més comuna és A., però ocasionalment hom també troba Av. i Avl.

## Origen
Juli Paris (segle iv), a l'epítome De Prænominbus ('sobre els prenoms'), fa derivar aquest nom romà de verb alō 'nodrir', però la lingüística moderna rebutja aquesta etimologia per impediments fonèticofonològics. Altres etimologies corrents entre els antics relacionaven el mot amb els substantius aula 'palau' i aula 'olla', però es tracta d'etimologies populars que manquen de motivació semàntica. Modernament, hom també ha proposat que es tracti d'un diminutiu d'avus 'avi', avulus.
Sembla, en canvi, que es tracta d'un antropònim d'origen etrusc, car un dels prenoms etruscs més comuns era Aule o Aules (transcrit també Avle, Aveles...), probablement derivat d'avile 'any'. Es tracta d'un nom present en nombroses inscripcions funeràries que hauria arribat a Roma durant el període de dominació etrusca, el segle vi aC, i hauria assolit una gran popularitat atès el prestigi de què gaudia la cultura etrusca a Roma. De fet, en llatí el nom també està documentat com a nom declinat per la tercera declinació Aules, -itis.

## Llista de personatges anomenats així

### Gens Cecina
- Aulus Cecina, escriptor romà del segle i aC.
- Aulus Cecina Sever, militar destacat durant els temps d'August i Tiberi.
- Aulus Cecina Aliè, magistrat romà del segle i dC.

### Gens Cornèlia
- Aulus Corneli Cos, diversos personatges dels primers segles de la República.
- Aulus Corneli Arvina, fecial romà del segle iv aC.
- Aulus Corneli Màmmula, pretor el 217 aC.
- Aulus Corneli Màmmula, pretor el 197 aC.
- Aulus Corneli Cels, escriptor i metge romà del segle i.
- Aulus Corneli Palma, cònsol el 99 i el 109 dC.

### Gens Mànlia
- Aulus Manli Vulsó Capitolí, tres vegades tribú consular el segle v aC.
- Aulus Manli Capitolí, quatre vegades tribú consular el segle iv aC.
- Aulus Manli Vulsó, diversos personatges de la República.
- Aulus Manli Torquat, diversos personatges de la República.
- Aulus Manli, militar romà llegat de Màrius en la guerra de Jugurta.

### Gens Postúmia
- Aulus Postumi Albus Regil·lense, diversos personatges del segle v aC.
- Aulus Postumi Albí, diversos personatges de la República.
- Aulus Postumi Tubert, dictador romà del segle v aC.

### Gens Semprònia
- Aulus Semproni Atratí, dues vegades cònsol el segle v aC.
- Aulus Semproni Atratí el jove, tribú consular el 444 aC i fill de l'anterior.
- Aulus Semproni Atratí, tres vegades tribú consular i nebot de l'anterior.

### Gens Terència
- Aulus Terenci Varró, magistrat i militar romà del segle ii aC-
- Aulus Terenci Varró Murena (militar), militar romà del partit de Pompeu.
- Aulus Terenci Varró Murena, militar romà dels darrers anys de la República, nascut Aule Licini Murena i adoptat per un Aulus Terenci Varró.

### Membres d'altresgentes
- Aulus Al·liè, amic de Ciceró.
- Aulus Auri Melí, ciutadà romà esmentat en el Pro Cluentio de Ciceró.
- Aulus Aterni, cònsol el 454 aC.
- Aulus Atili Calatí, dues vegades cònsol durant la Primera Guerra Púnica.
- Aulus Atili Serrà, cònsol el 170 aC.
- Aulus Bebi, magistrat romà del segle ii aC.
- Aulus Cascel·lí, jurista romà del segle i aC.
- Aulus Cluenci, diversos personatges del segle i aC.
- Aulus Didi Gal, magistrat romà del segle i dC.
- Aulus Fulvi, cavaller romà que participà en la Conjuració de Catilina.
- Aulus Gabini, diversos personatges de la República.
- Aulus Gel·li, escriptor romà del segle ii dC.
- Aulus Gessi, magistrat d'Esmirna del segle i dC.
- Aulus Grani, cavaller romà que participà en la Segona Guerra Civil Romana del costat de Cèsar.
- Aulus Hirci, cònsol el 43 aC.
- Aulus Hostili Cató, magistrat romà dels segles iii i ii aC.
- Aulus Hostili Mancí, cònsol el 170 aC.
- Aulus Juni Rufí, cònsol el 153 dC.
- Aulus Licini Àrquies, poeta grec d'Antioquia defensat per Ciceró al Pro Archia Poeta.
- Aulus Licini Nerva, diversos personatges de la República i l'Imperi.
- Aulus Minuci Term, magistrat romà defensat per Ciceró.
- Aulus Noni, magistrat romà del segle ii aC.
- Aulus Persi Flac, escriptor romà del segle i dC.
- Aulus Platori Nepot, cònsol sufecte el 119 dC.
- Aulus Plauci, militar romà del segle i dC conqueridor de Britànnia.
- Aulus Ploci, amic de Ciceró.
- Aulus Pompeu, magistrat romà dels segles ii i i aC.
- Aulus Pompeu Bitínic, magistrat romà del segle i aC.
- Aulus Septimi Serè, poeta romà del segle ii dC.
- Aulus Viciri Pròcul, magistrat romà en temps de Claudi i governador de Britànnia.
- Aulus Virgini, diversos personatges dels primers segles de la República.
- Aulus Vitel·li, cònsol sufecte el 32 dC.
- Aulus Vitel·li, emperador romà del segle i dC nebot de l'anterior.
- Aulus Volusi Saturní, cònsol el 87 dC.
- Canti Aulus Juli Quadrat, cònsol el 105 dC.